# Record of Ragnarok
Record of Ragnarok (終末のワルキューレ?, Shūmatsu no Valkyrie, lett. "Valchiria finale") è un manga scritto da Takumi Fukui e Shinya Umemura e disegnato da Chika Aji. La pubblicazione è iniziata nel 2017 sulla rivista Monthly Comic Zenon edita da Tokuma Shoten, e i capitoli sono poi raggruppati in volumi tankōbon.
Un adattamento anime prodotto dallo studio Graphinica in dodici episodi è stato distribuito a partire dal 17 giugno 2021 su Netflix.
Il 25 ottobre 2019 è cominciata la serializzazione, sempre su Monthly Comic Zenon, dello spin-off Record of Ragnarok: The Legend of Lü Bu Fengxiang, incentrato sulla figura di Lü Bu, scritto dagli autori della serie originale e disegnato da Takeo Ono. Questa è finita il 25 novembre 2022, e la serie è stata raccolta in 7 volumi tankōbon.
Il 25 ottobre 2022 è stato pubblicato sulla stessa rivista il primo capitolo di Record of Ragnarok - Lo strano caso di Jack lo Squartatore, spin-off della serie con protagonista Jack lo squartatore. A luglio 2025, i suoi capitoli sono stati raccolti in otto volumi tankōbon.
Il 25 giugno 2024 è stato pubblicato il primo capitolo di Shūmatsu no Walküre Kinden: Kamigami no Apocalypse, spin-off della serie dal punto di vista degli dei. A luglio 2025, i suoi capitoli sono stati raccolti in tre volumi tankōbon.

## Trama
Al Concilio del Valhalla che si tiene ogni mille anni, gli dèi hanno votato all'unanimità per l'estinzione della razza umana. Uno dei pochi gruppi (ma non le uniche, come si vedrà con figure come Eracle, Buddha o Susanō) a opporsi sono le Valchirie, la cui leader, Brunilde, ricorda loro che in casi del genere è concessa all'umanità un'ultima possibilità, rappresentata dal torneo del Ragnarok: tredici combattenti umani e tredici combattenti divini devono darsi battaglia fino alla morte in un'arena. La prima fazione a ottenere sette vittorie è considerata la vincitrice. Il destino dell'umanità è dunque in bilico tra l'estinzione e l'esistenza per altri 1000 anni. Coloro che vengono sconfitti nel Ragnarok vedono le loro anime ridotte in cenere e inviate a Niflhel, il regno nordico della nebbia, interrompendo il ciclo di reincarnazione e portando alla morte permanente dello spirito. Comincia così una serie di combattimenti dove grandi uomini della storia affrontano gli dèi per la salvezza dell'umanità sfruttando il potere e il legame con le Valchirie noto come völundr, che permette alle anime delle valchirie di fondersi con quelle degli umani e diventare un'arma capace di ferire gli dèi, cosa che sarebbe impossibile con un'arma umana, poiché si romperebbe quasi subito.
Dopo un iniziale vantaggio degli dèi nei primi due round grazie a Thor e Zeus, che sconfiggono rispettivamente Lü Bu e Adamo, gli umani mostrano il loro potenziale tornando in pari nel terzo e nel quarto round grazie a Sasaki Kojiro e Jack lo Squartatore, che sconfiggono rispettivamente Poseidone ed Eracle, lasciando basite le divinità che stanno assistendo. Nel quinto round gli dèi tornano in vantaggio grazie alla vittoria di Shiva su Raiden Tameemon. Nel sesto round, però, accade qualcosa di imprevedibile: il concorrente degli dèi Buddha decide di lottare per l'umanità, e affronta Zerofuku, la fusione dei Sette Dei della Fortuna comandati da Bishamonten. Nonostante Zerofuku venga posseduto dal demone Hajun, Buddha vince il duello e gli umani tornano in parità con gli dèi, motivo per cui Ade decide di scendere in campo nel settimo round contro Qin Shi Huang, prendendo il posto di Buddha nello schieramento degli dèi per vendicare il fratello Poseidone. Qin uccide Ade e per la prima volta gli umani passano in vantaggio sugli dèi. Nell'ottavo scontro Nikola Tesla viene sconfitto da Belzebù riportando la situazione in parità. Nel nono round Apollo sconfigge Leonida facendo tornare gli dèi in vantaggio. Souji Okita si offre volontario per il decimo scontro, mentre gli dei schierano Susanoo no Mikoto, dopo un duro scontro, è il giovane samurai a trionfare, portando il risultato di nuovo in parità. Nell'undicesimo scontro Simo Häyä, cecchino finlandese annoverato come il migliore della storia dell'umanità, affronta Loki, il dio norreno degli inganni, che nonostante i suoi trucchi viene sconfitto, portando gli umani in vantaggio 6-5

## Media

### Manga
Record of Ragnarok è scritto da Shinya Umemura e Takumi Fukui e illustrato da Chika Aji. Viene serializzato dal 25 novembre 2017 sulla rivista mensile Zenon edita da Coamix (precedentemente pubblicata da Tokuma Shoten). I capitoli vengono raccolti in volumi tankōbon dal 19 maggio 2018. Al 18 luglio 2025 sono stati distribuiti venticinque volumi.
Uno spin-off intitolato Record of Ragnarok: The Legend of Lu Bu Fengxiang (終末のワルキューレ異聞 呂布奉先飛将伝?, Shūmatsu no Valkyrie: Ryo Fu hō sen hishōden) è stato serializzato dal 25 ottobre 2019 al 25 novembre 2022 sempre su Zenon. I capitoli sono stati raccolti in sette volumi tankōbon pubblicati dal 20 aprile 2020 al 20 dicembre 2022.
Un altro spin-off intitolato Record of Ragnarok - Lo strano caso di Jack lo squartatore (終末のワルキューレ奇譚 ジャック・ザ・リッパーの事件簿?, Shūmatsu no Warukyūre kitan - Jakku za Rippā no jikenbo) e incentrato sul personaggio di Jack lo squartatore, viene serializzato dal 25 ottobre 2022 su Monthly Comic Zenon. I capitoli sono stati raccolti in otto volumi tankōbon pubblicati dal 20 marzo 2023 al 18 luglio 2025.
Un ulteriore spin-off dal titolo Shūmatsu no Walküre kinden: Kamigami no Apocalypse (終末のワルキューレ禁伝神々の黙示録?, Shūmatsu no Warukyūre kinden kamigami no Apokaripusu) che vede il punto di vista degli dei, viene serializzato dal 25 giugno 2024 su Monthly Comic Zenon.
In Italia la serie principale viene pubblicata da Star Comics nella collana Action dal 21 ottobre 2020. La stessa casa editrice pubblica lo spin-off dedicato a Jack lo squartatore sempre nella collana Action dal 14 maggio 2024. La traduzione dei testi di entrambe le serie è curata da Marco Franca, mentre l'adattamento è realizzato da Nicola Cervellati.

#### Volumi

##### Record of Ragnarok
| 1  | 19 maggio 2018             | ISBN 978-4-19-980495-3                                                      | 21 ottobre 2020   | ISBN 978-88-226-1995-2                                                      |
| 1  | Capitoli - Capitoli 1-4    |                                                                             |                   |                                                                             |
| 2  | 20 settembre 2018          | ISBN 978-4-19-980517-2                                                      | 16 dicembre 2020  | ISBN 978-88-226-2042-2                                                      |
| 2  | Capitoli - Capitoli 5-9    |                                                                             |                   |                                                                             |
| 3  | 20 marzo 2019              | ISBN 978-4-19-980557-8                                                      | 17 febbraio 2021  | ISBN 978-88-226-2102-3                                                      |
| 3  | Capitoli - Capitoli 10-14  |                                                                             |                   |                                                                             |
| 4  | 20 luglio 2019             | ISBN 978-4-19-980581-3                                                      | 14 aprile 2021    | ISBN 978-88-226-2215-0                                                      |
| 4  | Capitoli - Capitoli 15-18  |                                                                             |                   |                                                                             |
| 5  | 20 novembre 2019           | ISBN 978-4-19-980603-2                                                      | 16 giugno 2021    | ISBN 978-88-226-2291-4                                                      |
| 5  | Capitoli - Capitoli 19-21  |                                                                             |                   |                                                                             |
| 6  | 20 aprile 2020             | ISBN 978-4-86720-119-0                                                      | 15 settembre 2021 | ISBN 978-88-226-2554-0                                                      |
| 6  | Capitoli - Capitoli 22-25  |                                                                             |                   |                                                                             |
| 7  | 19 giugno 2020             | ISBN 978-4-86720-155-8                                                      | 17 novembre 2021  | ISBN 978-88-226-2742-1                                                      |
| 7  | Capitoli - Capitoli 26-29  |                                                                             |                   |                                                                             |
| 8  | 19 settembre 2020          | ISBN 978-4-86720-168-8                                                      | 16 febbraio 2022  | ISBN 978-88-226-2970-8                                                      |
| 8  | Capitoli - Capitoli 30-33  |                                                                             |                   |                                                                             |
| 9  | 19 dicembre 2020           | ISBN 978-4-86720-187-9                                                      | 13 aprile 2022    | ISBN 978-88-226-3036-0                                                      |
| 9  | Capitoli - Capitoli 34-37  |                                                                             |                   |                                                                             |
| 10 | 18 marzo 2021              | ISBN 978-4-86720-204-3                                                      | 15 giugno 2022    | ISBN 978-88-226-3266-1                                                      |
| 10 | Capitoli - Capitoli 38-41  |                                                                             |                   |                                                                             |
| 11 | 18 giugno 2021             | ISBN 978-4-86720-240-1                                                      | 14 settembre 2022 | ISBN 978-88-226-3400-9                                                      |
| 11 | Capitoli - Capitoli 42-45  |                                                                             |                   |                                                                             |
| 12 | 18 settembre 2021          | ISBN 978-4-86720-263-0                                                      | 16 novembre 2022  | ISBN 978-88-226-3625-6                                                      |
| 12 | Capitoli - Capitoli 46-49  |                                                                             |                   |                                                                             |
| 13 | 20 dicembre 2021           | ISBN 978-4-86720-285-2                                                      | 18 gennaio 2023   | ISBN 978-88-226-3765-9                                                      |
| 13 | Capitoli - Capitoli 50-53  |                                                                             |                   |                                                                             |
| 14 | 19 marzo 2022              | ISBN 978-4-86720-316-3                                                      | 15 marzo 2023     | ISBN 978-88-226-3883-0                                                      |
| 14 | Capitoli - Capitoli 54-57  |                                                                             |                   |                                                                             |
| 15 | 20 giugno 2022             | ISBN 978-4-86720-389-7 (ed. regolare) ISBN 978-4-86720-390-3 (ed. limitata) | 17 maggio 2023    | ISBN 978-88-226-4058-1 (ed. regolare) ISBN 978-88-226-4123-6 (ed. limitata) |
| 15 | Capitoli - Capitoli 58-61  |                                                                             |                   |                                                                             |
| 16 | 20 settembre 2022          | ISBN 978-4-86720-415-3 (ed. regolare) ISBN 978-4-86720-416-0 (ed. limitata) | 16 agosto 2023    | ISBN 978-88-226-4195-3                                                      |
| 16 | Capitoli - Capitoli 62-66  |                                                                             |                   |                                                                             |
| 17 | 20 dicembre 2022           | ISBN 978-4-86720-446-7 (ed. regolare) ISBN 978-4-86720-447-4 (ed. limitata) | 18 ottobre 2023   | ISBN 978-88-226-4272-1                                                      |
| 17 | Capitoli - Capitoli 67-70  |                                                                             |                   |                                                                             |
| 18 | 20 marzo 2023              | ISBN 978-4-86720-480-1 (ed. regolare) ISBN 978-4-86720-481-8 (ed. limitata) | 23 gennaio 2024   | ISBN 978-88-226-4466-4                                                      |
| 18 | Capitoli - Capitoli 71-74  |                                                                             |                   |                                                                             |
| 19 | 20 luglio 2023             | ISBN 978-4-86720-522-8 (ed. regolare) ISBN 978-4-86720-523-5 (ed. limitata) | 7 maggio 2024     | ISBN 978-88-226-4902-7 (ed. regolare) ISBN 978-88-226-4933-1 (ed. limitata) |
| 19 | Capitoli - Capitoli 75-78  |                                                                             |                   |                                                                             |
| 20 | 20 novembre 2023           | ISBN 978-4-86720-585-3 (ed. regolare) ISBN 978-4-86720-586-0 (ed. limitata) | 9 luglio 2024     | ISBN 978-88-226-5009-2                                                      |
| 20 | Capitoli - Capitoli 79-82  |                                                                             |                   |                                                                             |
| 21 | 19 marzo 2024              | ISBN 978-4-86720-626-3                                                      | 22 ottobre 2024   | ISBN 978-88-226-5129-7                                                      |
| 21 | Capitoli - Capitoli 83-86  |                                                                             |                   |                                                                             |
| 22 | 20 luglio 2024             | ISBN 978-4-86720-671-3                                                      | 28 gennaio 2025   | ISBN 978-88-226-5388-8                                                      |
| 22 | Capitoli - Capitoli 87-90  |                                                                             |                   |                                                                             |
| 23 | 20 novembre 2024           | ISBN 978-4-86720-701-7                                                      | 27 maggio 2025    | ISBN 978-88-226-5656-8                                                      |
| 23 | Capitoli - Capitoli 91-94  |                                                                             |                   |                                                                             |
| 24 | 19 marzo 2025              | ISBN 978-4-86720-748-2                                                      | 11 novembre 2025  | ISBN 978-88-226-6360-3                                                      |
| 24 | Capitoli - Capitoli 95-98  |                                                                             |                   |                                                                             |
| 25 | 18 luglio 2025             | ISBN 978-4-86720-787-1                                                      |                   |                                                                             |
| 25 | Capitoli - Capitoli 99-103 |                                                                             |                   |                                                                             |

##### Record of Ragnarok: The Legend of Lu Bu Fengxiang
| Nº | Data di prima pubblicazione | Data di prima pubblicazione | Data di prima pubblicazione |
| Nº | Giapponese                  | Giapponese                  |                             |
| -- | --------------------------- | --------------------------- | --------------------------- |
| 1  | 20 aprile 2020              | ISBN 978-4-86-720120-6      |                             |
| 2  | 19 settembre 2020           | ISBN 978-4-86-720169-5      |                             |
| 3  | 19 dicembre 2020            | ISBN 978-4-86-720188-6      |                             |
| 4  | 18 giugno 2021              | ISBN 978-4-86-720243-2      |                             |
| 5  | 20 dicembre 2021            | ISBN 978-4-86-720286-9      |                             |
| 6  | 20 giugno 2022              | ISBN 978-4-86-720391-0      |                             |
| 7  | 20 dicembre 2022            | ISBN 978-4-86-720448-1      |                             |

##### Record of Ragnarok - Lo strano caso di Jack lo squartatore
| 1 | 20 marzo 2023             | ISBN 978-4-86720-482-5 | 14 maggio 2024   | ISBN 978-88-226-4922-5 |
| 1 | Capitoli - Capitoli 1-4   |                        |                  |                        |
| 2 | 20 luglio 2023            | ISBN 978-4-86720-524-2 | 3 settembre 2024 | ISBN 978-88-226-4929-4 |
| 2 | Capitoli - Capitoli 5-11  |                        |                  |                        |
| 3 | 20 novembre 2023          | ISBN 978-4-86720-587-7 | 19 novembre 2024 | ISBN 978-88-226-5299-7 |
| 3 | Capitoli - Capitoli 12-18 |                        |                  |                        |
| 4 | 19 marzo 2024             | ISBN 978-4-86720-627-0 | 18 febbraio 2025 | ISBN 978-88-226-5468-7 |
| 4 | Capitoli - Capitoli 19-24 |                        |                  |                        |
| 5 | 20 luglio 2024            | ISBN 978-4-86720-666-9 | 17 giugno 2025   | ISBN 978-88-226-5667-4 |
| 5 | Capitoli - Capitoli 25-30 |                        |                  |                        |
| 6 | 20 novembre 2024          | ISBN 978-4-86720-700-0 | 14 ottobre 2025  | ISBN 978-88-226-6097-8 |
| 6 | Capitoli - Capitoli 31-36 |                        |                  |                        |
| 7 | 19 marzo 2025             | ISBN 978-4-86720-747-5 | —                | —                      |
| 7 | Capitoli - Capitoli 37-42 |                        |                  |                        |
| 8 | 18 luglio 2025            | ISBN 978-4-86720-780-2 | —                | —                      |
| 8 | Capitoli - Capitoli 43-47 |                        |                  |                        |

##### Kinden: Kamigami no Apocalypse
| 1 | 20 novembre 2024         | ISBN 978-4-86720-699-7 |
| 1 | Capitoli - Capitoli 1-4  |                        |
| 2 | 19 marzo 2025            | ISBN 978-4-86720-746-8 |
| 2 | Capitoli - Capitoli 5-8  |                        |
| 3 | 18 luglio 2025           | ISBN 978-4-86720-778-9 |
| 3 | Capitoli - Capitoli 9-12 |                        |

### Anime

Logo originale della serie

A dicembre 2020, è stato annunciato che la serie riceverà un adattamento anime prodotto dalla Warner Bros. Japan e animata da Graphinica. È stato diretto da Masao Ōkubo, con la sceneggiatura scritta da Kazuyuki Fudeyasu, il character design di Masaki Saito e la musica composta da Yasuharu Takanashi. Concessa in licenza da Netflix, la serie è stato pubblicata globalmente il 17 giugno 2021 sul servizio di streaming. La sigla d'apertura è Kamigami (KAMIGAMI-神噛? lett. "Dei/Dio mordente") cantata dal gruppo Maximum the Hormone mentre quella di chiusura è Fukashi (不可避? lett. "Inevitabile") cantata da SymaG.

## Accoglienza
Record of Ragnarok si è classificato quinto nella guida Kono manga ga sugoi! 2019 di Takarajimasha nella categoria delle venti migliori serie manga per lettori di sesso maschile. La serie si è classificata al quinto posto nella classifica "Fumetti consigliati dai dipendenti della libreria nazionale del 2018". Si è classificato al dodicesimo posto nella classifica "Fumetti consigliati dagli impiegati della libreria nazionale del 2020". Nel 2019, il manga si è classificato ventesimo al 5° Tsugi ni Kuru Manga Awards nella categoria Stampa. A marzo 2021, il manga aveva oltre 6 milioni di copie in circolazione.
Nell'ottobre 2020, Rajan Zed, il presidente della Universal Society of Hinduism Rajan, ha rilasciato una dichiarazione indirizzata a Coamix, criticando la raffigurazione delle divinità indù nei manga e ha esortato la compagnia "a non banalizzare Siva e altri dei e dee indù altamente venerati nelle sue pubblicazioni manga".